# سينغام سينغ
سينغام سينغ (بالإنجليزية: Rojen Singh)‏ هو لاعب كرة قدم هندي في مركز الدفاع، ولد في 20 مارس 1988 في مانيبور في الهند. لعب مع سبورتينغ غوا.